# Anamaria Tămârjan
Anamaria Tămârjan född den 8 maj 1991 i Constanța, Rumänien, är en rumänsk gymnast.
Hon tog OS-brons i lagmångkampen i samband med de olympiska gymnastiktävlingarna 2008 i Peking.